# Sylvester Stadler
Sylvester Stadler (Steiermark, Áustria. 30 de Dezembro de 1910 - 23 de Agosto de 1995) foi um SS-Brigadeführer que atuou durante a Segunda Guerra Mundial.
Stadler estudou eletricidade numa escola técnica da Áustria antes de entrar para a SS, estando então com 23 anos de idade. Foi transferido para a Alemanha onde continuou os seus treinamentos, tendo se tornado comandante de um pelotão no SS-Standarte Deutschland. Foi enviado para a Escola Oficial de Treinamento de Bad Tölz no ano de 1935 sendo promovido para SS-Untersturmführer.
No ano de 1939 ele se casou e teve dois filhos.

## Segunda Guerra Mundial
Com o início da Segunda Guerra Mundial, Stadler serviu na Divisão Panzer Kempf durante a Invasão da Polônia. No ano seguinte foi enviado para o Regiment Der Führer, se tornando o comandante desta unidade.
No dia 20 de Setembro de 1941 ele foi trazido de volta para a Alemanha para receber o comando do 2º Regimento Deutschland. Mais tarde foi ferido em ação e trazido novamente de volta para a [[Alemanha devido aos ferimentos, sendo então transformado em instrutor das escolas de treinamentos de Bad Tölz e Braunschweig. Foi considerado capaz de retornar ao fronte no mês de Março de 1942, sendo enviado de volta para o Der Führer se tornando o comandante deste.
Foi condecorado com a Cruz de Cavaleiro de Cruz de Ferro pela sua liderança durante o inverno de 1941 e a primavera de 1942 durante as Batalhas em Carcóvia. Se tornou comandante de Regimento no mês de Junho de 1943 onde liderou as suas tropas nas batalhas em Kursk e no Rio Mius. A qualidade de sua liderança foi novamente reconhecida, sendo ele condecorado desta vez com a Cruz de Cavaleiro da Cruz de Ferro com Folhas de Carvalho.
Pouco após deixar o Der Führer, as suas tropas realizaram um massacre de civis em Oradour-sur-Glane, tendo Stadler pedido uma Corte Marcial para liberta-lo de qualquer responsabilidade do ocorrido.
No mês de Maio de 1944, Stadler assumiu o comando da 9ª Divisão Panzer SS Hohenstaufen, sendo ferido durante os combates na Normandia, tendo de deixar o comando da divisão por um tempo, após estar recuperado, assumiu novamente o comando de sua unidade, recebendo agora a patente de SS-Brigadeführer permanecendo nesta unidade até o final da guerra.